# Slaget vid Murten
Slaget vid Murten var ett slag 22 juni 1476 vid Murten, väster om Bern i Schweiz mellan burgundiska och schweiziska trupper.
Under hertig Karl den djärve av Burgund hade hertigdömet Burgund stigit till höjdpunkten av sin makt. Förutom Burgund hade han även kommit i besittning av stora delar av Belgien och Nederländerna. Genom en allians med England försökte han definitivt bryta banden med Frankrike och skapa ett självständigt rike av sina förläningar. I juni 1476 började hans burgundiska här att belägra det av de med fransmännen allierade schweizarna hållna staden Murten. De byggde starka försvarsanläggningen bestående av löpgravar och palissader, men det schweiziska infanteriet, understött av kavalleri som Tysk-romerska riket stått till tjänst med, tog burgunderna med fullständig överraskning. Utan att hejda sig för att ställa upp i slagordning gick schweizarna till anfall och fann att löpgravarna var glest bemannade. När huvuddelen av den burgundiska armén skyndsamt begav sig dit från huvudlägret blev de övermannade och nedgjorda av de schweiziska pikenerarna.
Sex månader efter slaget besegrades Karl den djärve på nytt i slaget vid Nancy, något som blev ändpunkten för det burgundiska riket.